# كوستاس أنتيتوكونمبو
كوستاس أنتيتوكونمبو (مواليد 20 نوفمبر 1997)  هو لاعب كرة سلة يوناني من أصل نيجيري يلعب في مركز لاعب هجوم قوي الجسم في نادي فنربخشة لكرة السلة.

## روابط خارجية
- كوستاس أنتيتوكونمبو على موقع الدوري الأوروبي لكرة السلة (الإنجليزية)
- كوستاس أنتيتوكونمبو على موقع إن بي أي (الإنجليزية)
- كوستاس أنتيتوكونمبو على موقع سبورتس رفرنس (الإنجليزية)
- كوستاس أنتيتوكونمبو على موقع كرة السلة الأوروبية.كوم (الإنجليزية)
- كوستاس أنتيتوكونمبو على موقع إي إس بي إن.كوم (الإنجليزية)
- كوستاس أنتيتوكونمبو على موقع كلية كرة السلة في سبورتس رفرنس.كوم (الإنجليزية)
- كوستاس أنتيتوكونمبو على موقع ريلجم (الإنجليزية)
- كوستاس أنتيتوكونمبو على موقع بروبوليرز (الإنجليزية)
- كوستاس أنتيتوكونمبو على موقع سبورتس رفرنس (الإنجليزية)
- كوستاس أنتيتوكونمبو على موقع سبورتس رفرنس (الإنجليزية)